# Talairan
Talairan (en occità Talairan) és un municipi francès situat al departament de l'Aude i a la regió d'Occitània.